# 冯店乡
冯店乡，是中华人民共和国河南省信阳市商城县下辖的一个乡镇级行政单位。

## 行政区划
冯店乡下辖以下地区：
冯店村、三柳店村、七冲村、新湾村、郭店村、李冲村、河棚村、老庙村、刘畈村、螺丝畈村、小店村、连塘河村、通城店村、石关口村、杨摆埂村和九曲河村。

## 中国传统村落
2013年8月，郭店村四楼湾评为第二批中国传统村落。